# Haminoea
Haminoea es un género de moluscos gasterópodos de la familia Haminoeidae.
El género se caracteriza por tener una concha fina en forma de burbuja, parcialmente encerrada por unas extensiones laterales del pie, el desarrollo del extremo posterior del manto en un pie funcional adicional, una amplia radula con dientes en forma de garfio y una gran molleja conteniendo tres platos quitinosos estriados.

## Especies
El Registro Mundial de Especies Marinas acepta las siguientes especies en el género:
- Haminoea alfredensis (Bartsch, 1915)
- Haminoea angelensis Baker & Hanna, 1927
- Haminoea antillarum (d'Orbigny, 1841)
- Haminoea binotata Pilsbry, 1895
- Haminoea crocata Pease, 1860
- Haminoea cyanocaudata Heller & Thompson, 1983
- Haminoea cyanomarginata Heller & Thompson, 1983
- Haminoea cymbalum (Quoy & Gaimard, 1832)
- Haminoea elegans (Gray, 1825)
- Haminoea exigua Schaefer, 1992
- Haminoea flavescens (A. Adams, 1850)
- Haminoea fusari (Álvarez, Garcia & Villani, 1993)
- Haminoea fusca (Pease, 1863)
- Haminoea galba Pease, 1861
- Haminoea glabra (A. Adams, 1850)
- Haminoea gracilis (Sowerby III, 1897)
- Haminoea hydatis (Linnaeus, 1758)
- Haminoea japonica Pilsbry, 1895
- Haminoea linda Er. Marcus & J. B. Burch, 1965
- Haminoea margaritoides (Kuroda & Habe, 1971)
- Haminoea maugeansis Burn, 1966
- Haminoea musetta Er. Marcus & J. B. Burch, 1965
- Haminoea navicula (da Costa, 1778)
- Haminoea nigropunctata Pease, 1868
- Haminoea orbignyana (Férussac, 1822)
- Haminoea orteai Talavera, Murillo & Templado, 1987
- Haminoea ovalis Pease, 1868
- Haminoea perrieri Morlet, 1889
- Haminoea petersi (Martens, 1879)
- Haminoea petitii (d'Orbigny, 1841)
- Haminoea solitaria (Say, 1822)
- Haminoea succinea (Conrad, 1846)
- Haminoea templadoi Garcia, Perez-Hurtado & Garcia-Gómez, 1991
- Haminoea tenella (A. Adams in Sowerby, 1850)
- Haminoea tenera (A. Adams, 1850)
- Haminoea vesicula (Gould, 1855)
- Haminoea virescens (Sowerby II, 1833)
- Haminoea vitrea (A. Adams, 1850)
- Haminoea yamagutii (Habe, 1952)
- Haminoea zelandiae (Gray, 1843)

- Haminoea cairnsiana Melvill & Standen, 1895 (taxon inquirendum)
- Haminoea natalensis (Krauss, 1848) (taxon inquirendum)

## Galería

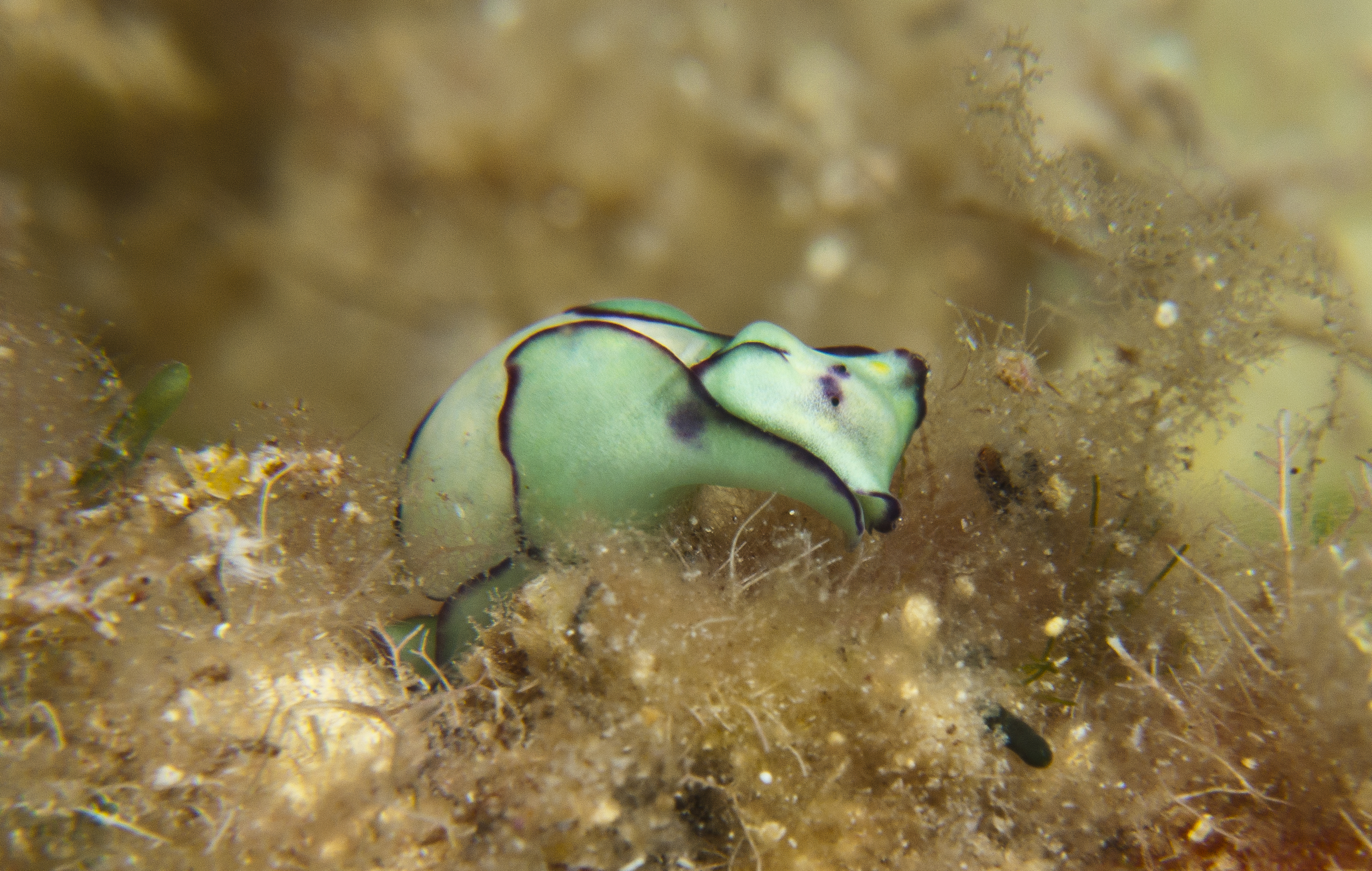
Haminoea cyanomarginata
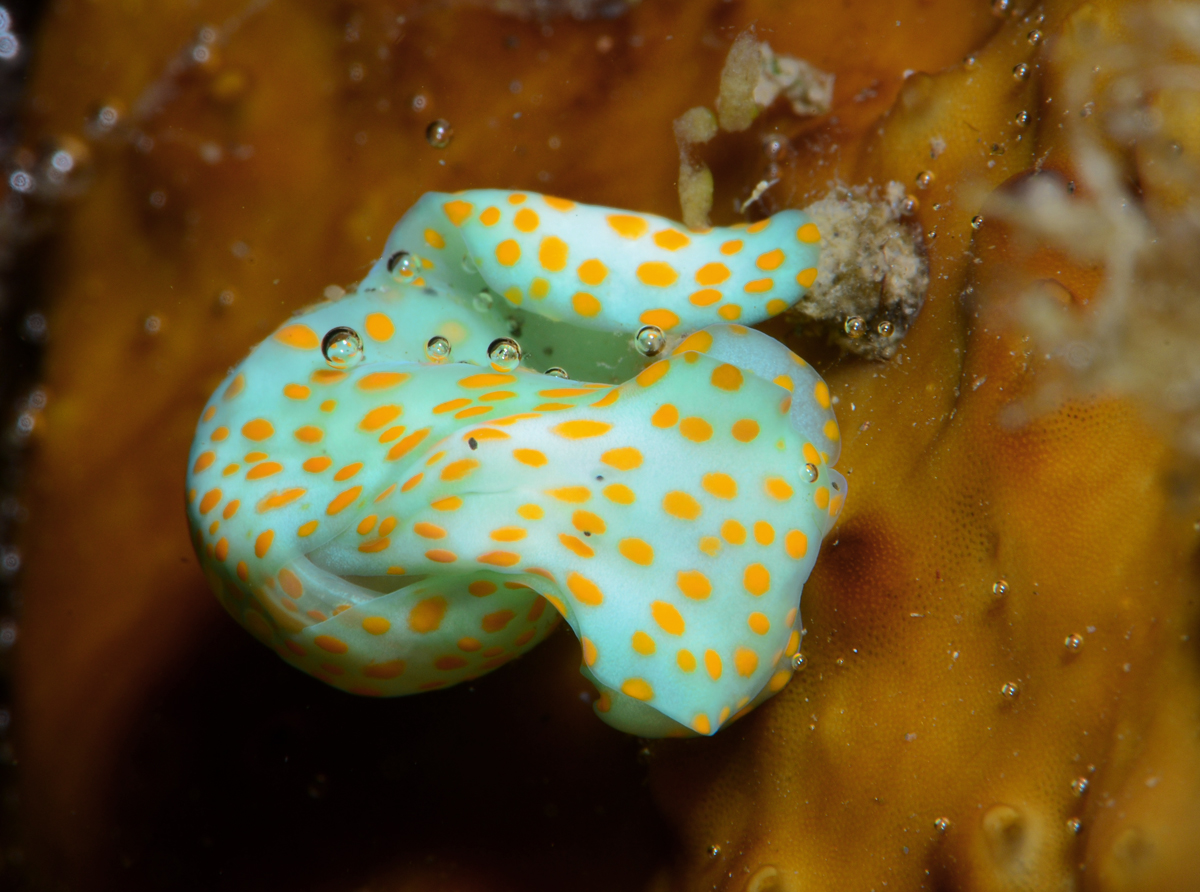
Haminoea cymbalum
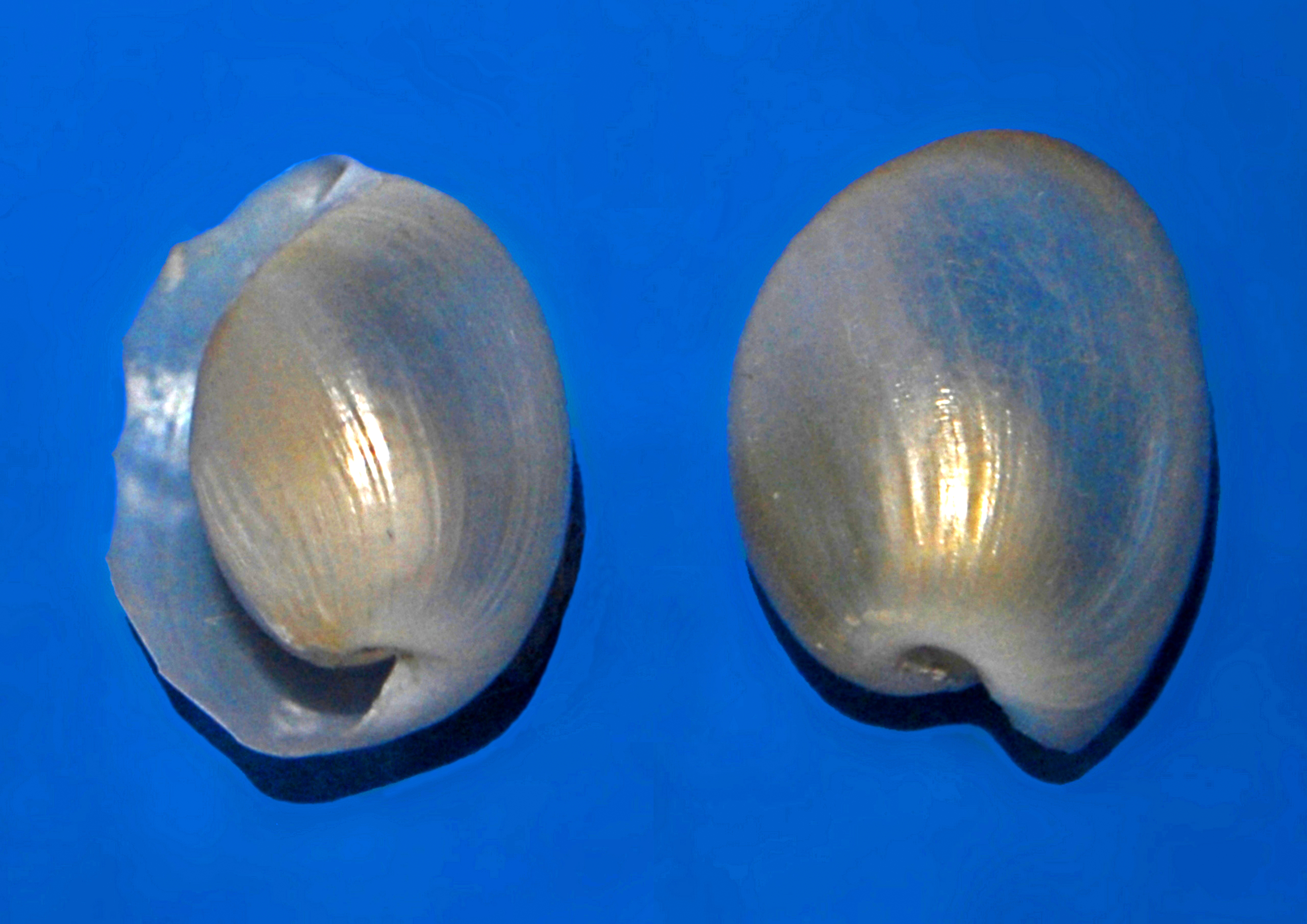
Conchas de Haminoea hydatis
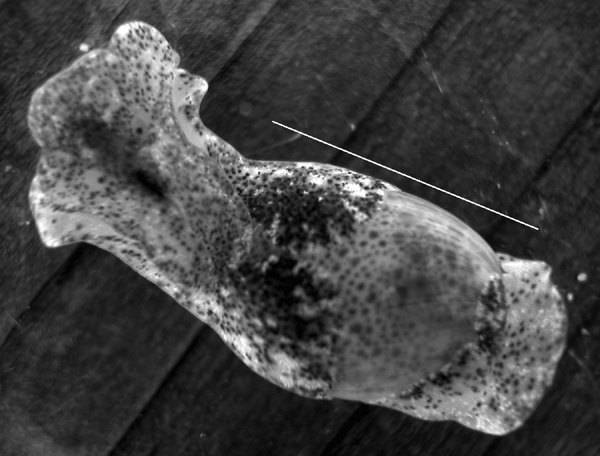
Haminoea japonica
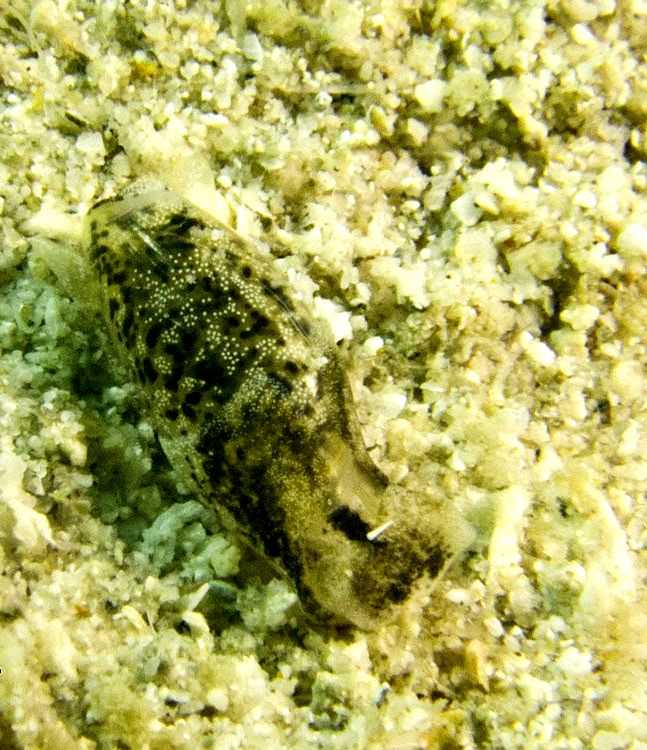
Haminoea maugeansis
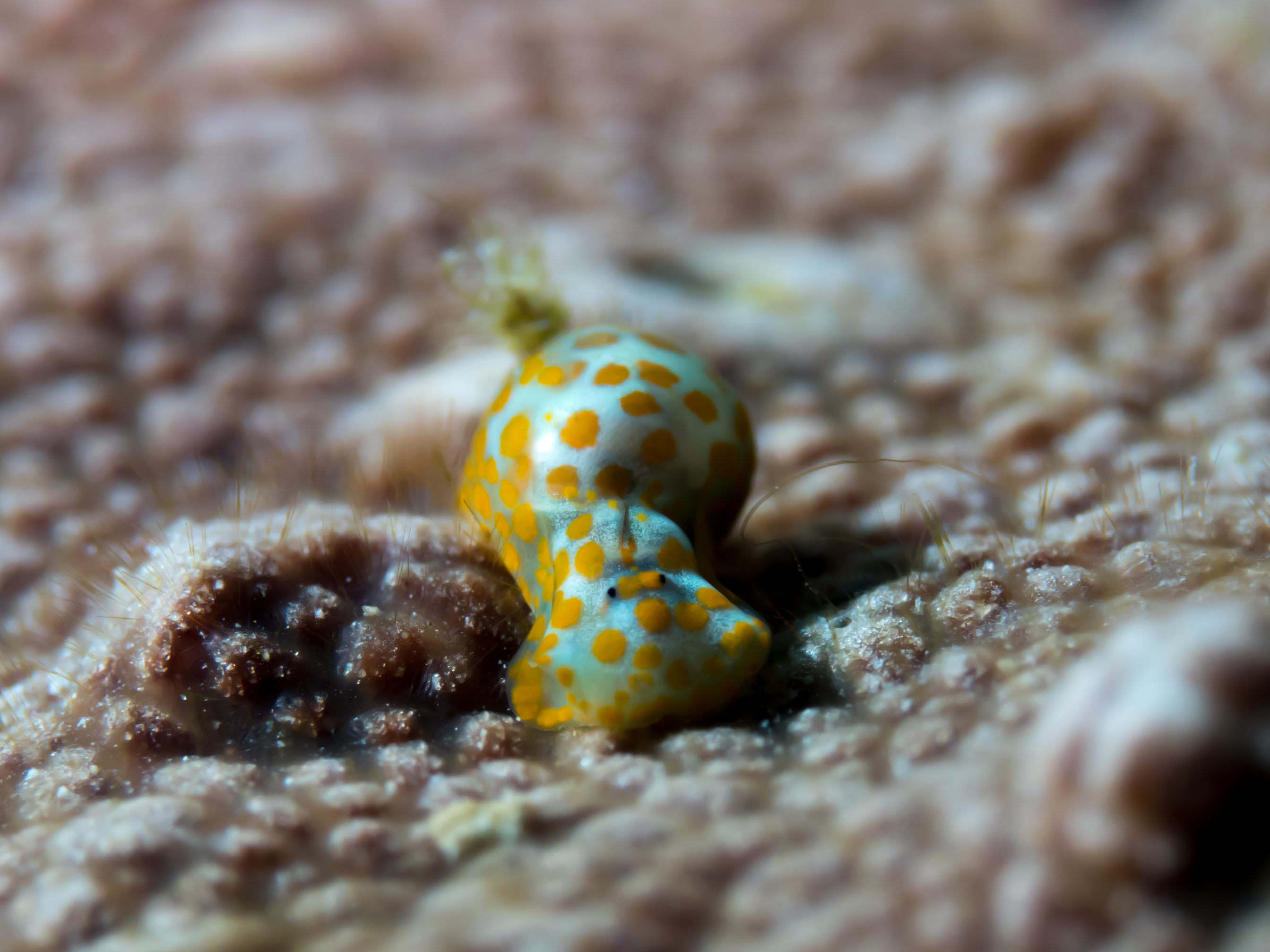
Haminoea ovalis
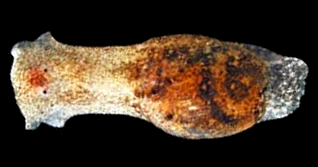
Haminoea sp

## Hábitat y distribución
De distribución cosmopolita, se halla en aguas templadas y tropicales de todos los océanos. Su rango de profundidad es entre 0 y 1937 m, y el rango de temperatura entre 3.64 y 28.18 °C. Ocurren tanto en sustratos arenosos como rocosos.